# Sierafim Kołpakow
Sierafim Wasiljewicz Kołpakow (ros. Серафим Васильевич Колпаков, ur. 10 stycznia 1933 w Lipiecku, zm. 15 listopada 2011 w Moskwie) – radziecki metalurg i polityk, minister czarnej metalurgii ZSRR (1985–1989), minister metalurgii ZSRR (1989–1990).
W 1951 ukończył technikum górniczo-metalurgiczne i został brygadzistą, później majstrem, technologiem i zastępcą kierownika warsztatu w fabryce metalurgicznej w Aszy. W latach 1954–1955 kursant Wojskowo-Morskiej Szkoły Lotniczo-Technicznej, następnie mechanik samolotowy w stopniu sierżanta, od 1958 kierownik wydziału w fabryce traktorów w Lipiecku. W 1963 ukończył Moskiewski Instytut Stali i został majstrem, wkrótce kierownikiem zmiany, pomocnikiem i zastępcą kierownika warsztatu w lipieckiej fabryce metalurgicznej. W latach 1970–1978 dyrektor fabryki metalurgicznej w Lipiecku, 1978–1979 zastępca, a 1982–1985 I zastępca ministra czarnej metalurgii ZSRR. Od 5 lipca 1985 do 27 czerwca 1989 minister czarnej metalurgii ZSRR, a od 17 lipca 1989 do 26 grudnia 1990 minister metalurgii ZSRR. W latach 1986–1990 członek KC KPZR (członek partii od 1956). Deputowany do Rady Najwyższej ZSRR 11 kadencji. Od 1991 wiceprezydent Rosyjskiej Akademii Inżynieryjnej, w 1992 wybrany prezydentem Międzynarodowego Związku Metalurgów. Dwukrotny laureat Nagrody Państwowej ZSRR (1969 i 1978), odznaczony Orderem Rewolucji Październikowej i dwoma Orderami Czerwonego Sztandaru Pracy.